# La Dernière
La Dernière est une émission radiophonique satirique française diffusée depuis le 8 septembre 2024 sur Radio Nova tous les dimanches de 18 h à 20 h. Elle est présentée par Guillaume Meurice, accompagné de Juliette Arnaud, Pierre-Emmanuel Barré et Aymeric Lompret,.

## Concept
Guillaume Meurice dit s'inspirer de l'éducation populaire pour le concept de l'émission. L'émission traite de l'actualité de manière satirique. En référence au licenciement de Guillaume Meurice de France Inter en juin 2024, chaque émission est présentée comme étant la dernière de la troupe sur Radio Nova.
Chaque semaine, l'émission accueille un invité pour décrypter l'actualité. Celui-ci invite également une personne de son choix pour la section L'invité de l'invité. Sont également présents de nombreux chroniqueurs, qui commentent l'actualité avec humour, et un ou une universitaire, dont le rôle est d'apporter connaissances sur un sujet en particulier,.

## Historique

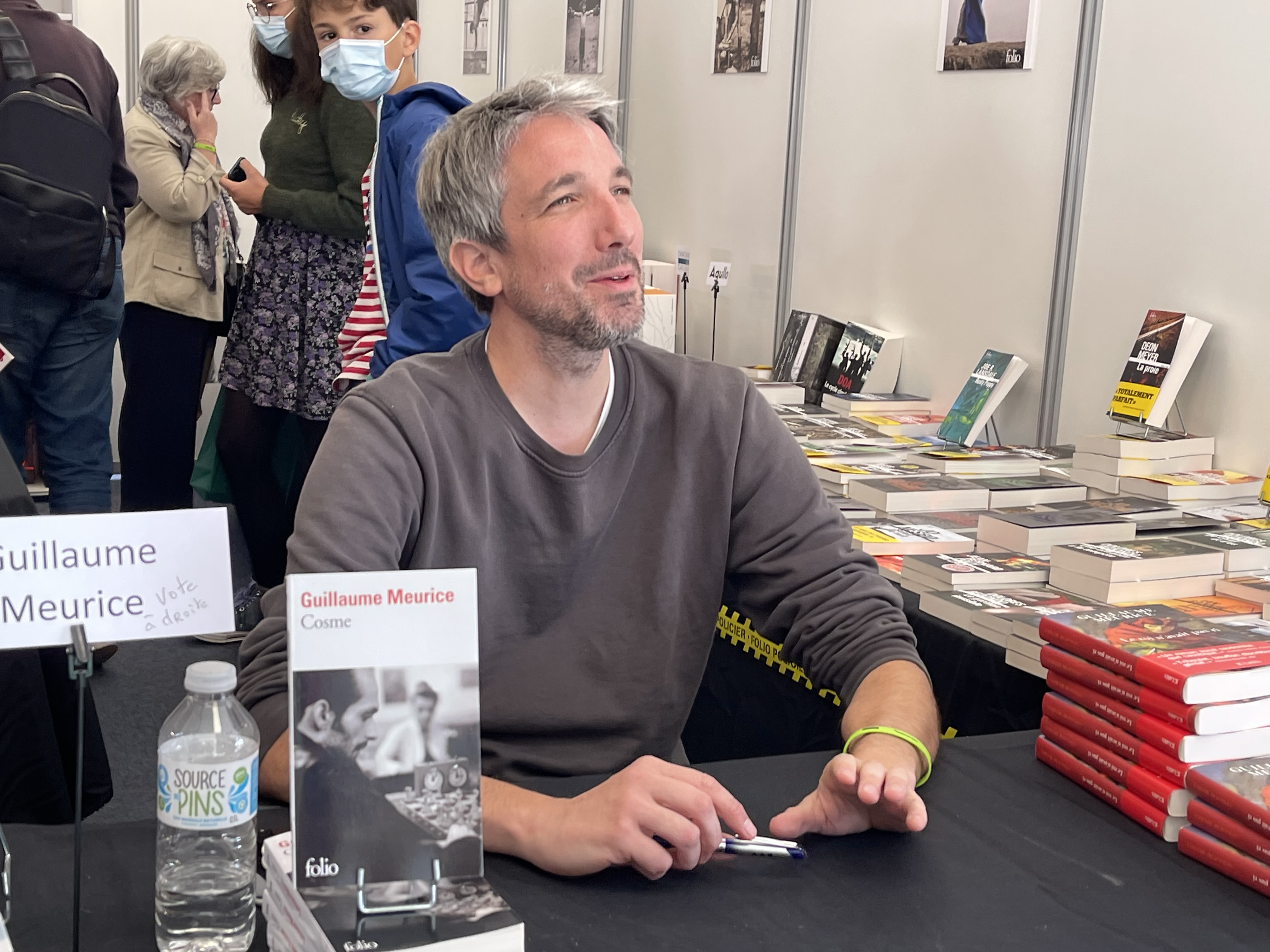
L'humoriste et présentateur de l'émission Guillaume Meurice lors du Salon Lire en Poche 2021.

Guillaume Meurice est licencié de France Inter en juin 2024 à la suite d'une blague controversée sur le premier ministre d'Israël Benyamin Netanyahou dans l'émission Le Grand Dimanche soir. De nombreux chroniqueurs de l'émission démissionnent du service public en soutien. Pendant l'été 2024, Radio Nova propose à Guillaume Meurice de monter une nouvelle émission au même horaire. Il est rejoint par Juliette Arnaud, Pierre-Emmanuel Barré et Aymeric Lompret. L'annonce est officialisée le 26 août 2024.
L'émission fait ses débuts sur les ondes le 8 septembre 2024 avec comme invité Johann Chapoutot, historien spécialiste du nazisme et du fascisme.
Le podcast de l'émission se classe deuxième au classement ACPM des podcasts les plus téléchargés en France en septembre 2024, puis prend la première place du classement en octobre 2024. L'émission permet à Radio Nova d'enregistrer, sur la période septembre – octobre 2024, ses meilleures audiences Médiamétrie depuis dix ans, atteignant 540 000 auditeurs chaque dimanche. Les autres émissions de la station profitent également de cette dynamique. La station, qui était en déclin, connaît un sursaut grâce à l'émission. Ainsi, après plusieurs vagues de licenciements économiques les années précédentes, la radio envisage à nouveau des recrutements, et augmente les salaires de ses collaborateurs en février 2025. Selon L'Humanité en mars 2025, La Dernière est devenue un « un petit phénomène de société à gauche, pour des auditeurs orphelins d’un espace de ce genre », compte tenu de ce que le journal qualifie de « gestion lamentable de la liberté d'expression sur le service public ».
Du 25 au 31 mars 2025, l'équipe de La Dernière figure sur l'une des quatre affiches de la campagne publicitaire de Radio Nova, avec le slogan « Nos humoristes ne se censurent pas, sinon ils sont virés » ; cette affiche est utilisée dans une opération de guérilla marketing, projetée notamment sur la façade de la Maison de la Radio, siège de Radio France qui a licencié Meurice.

## Lieux d'enregistrement

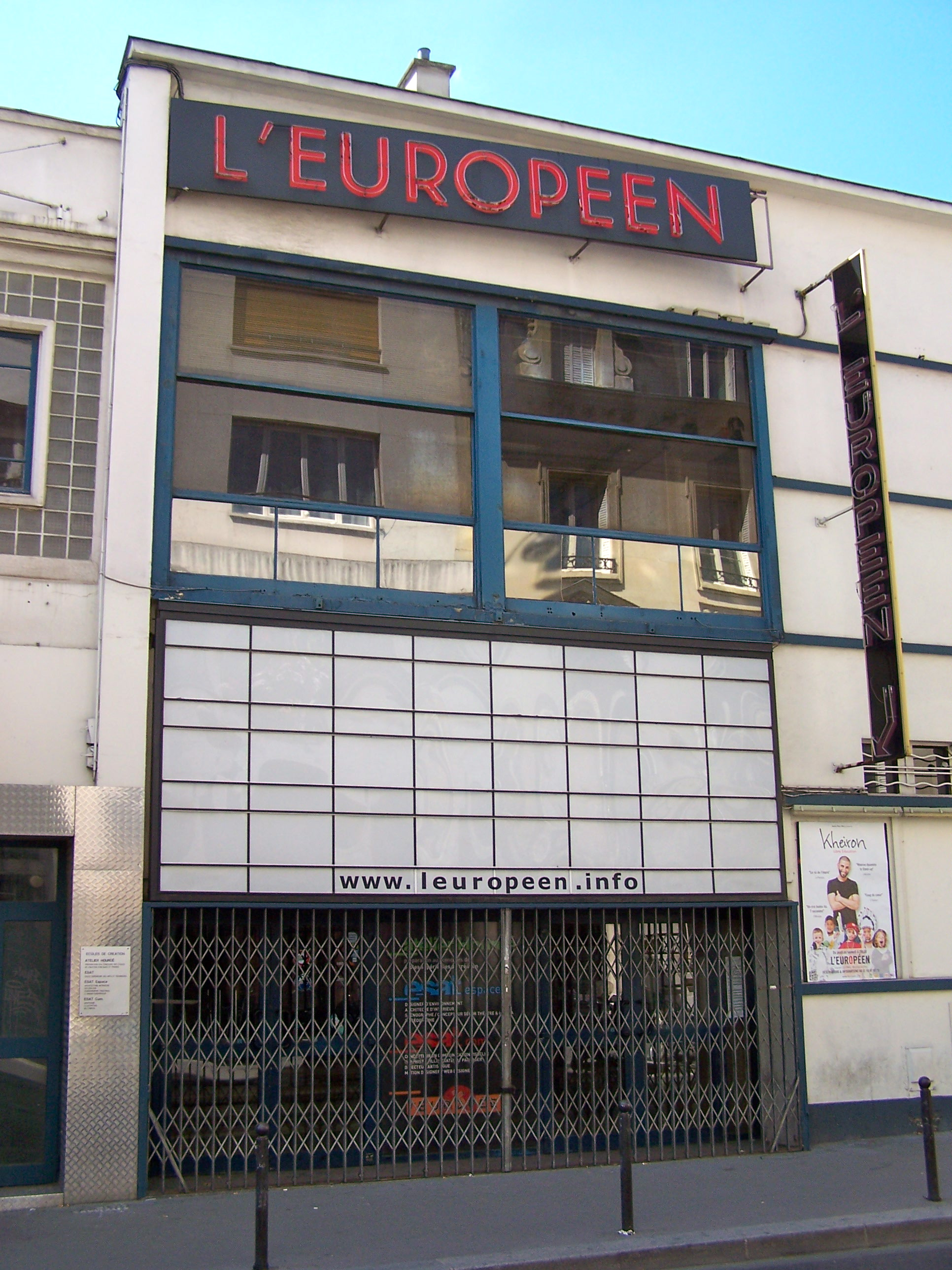
L'Européen, où l'émission est habituellement enregistrée.

L'émission est habituellement enregistrée en public au théâtre l'Européen à Paris, devant 350 spectateurs. Plusieurs émissions ont néanmoins été délocalisées hors de la capitale :
- le 17 novembre 2024, à La Cabane, à Toulouse, dans les Halles de la Cartoucherie[19],[20] ;
- le 19 janvier 2025, à L'Entrepôt, au Haillan, dans la périphérie de Bordeaux[21],[22] ;
- le 11 mai 2025, au Palais des sports de Grenoble, dans le cadre de la biennale des Villes en transition[23].

La dernière émission de la saison 2024–2025, intitulée La Der de la Dernière, se tient le 29 juin 2025 au théâtre du Châtelet à Paris, pour une durée exceptionnelle de 4 heures,.

## Intervenants

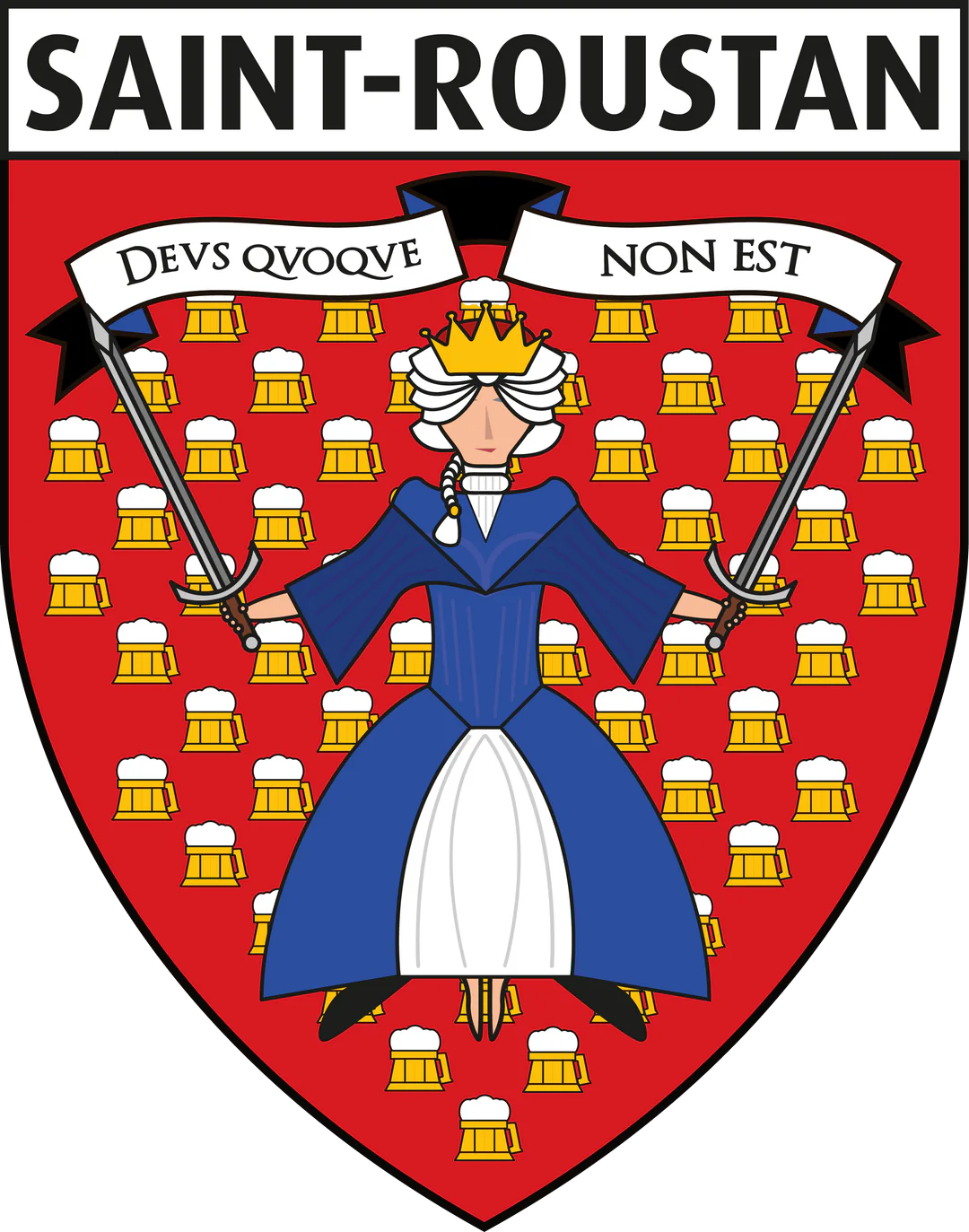
Blason de la ville fictive de Saint-Roustan issue de la chronique Les questions des auditeurs de Pierre-Emmanuel Barré dans l'émission La Dernière.

On retrouve toutes les semaines Guillaume Meurice, Juliette Arnaud, Pierre-Emmanuel Barré et Aymeric Lompret. Trois chroniques sont également tenues par des humoristes, journalistes et universitaires, qui changent chaque semaine.

### Chroniqueurs
- Arnaud Aymard (d)[20], alias Jean-Noël Mistral, humoriste
- Jason Brokerss, humoriste
- Perrine Deza, humoriste
- Doully[26], humoriste
- GiedRé[20],[26], humoriste et chanteuse
- Florian Gouthière (d), journaliste scientifique
- Yann Guillarme, humoriste
- Samah Karaki[27], docteure en neurosciences
- Mathilde Larrère, historienne
- Mamari, humoriste
- Florence Mendez, humoriste,
- Albert Moukheiber, docteur en neurosciences
- Akim Omiri[27], humoriste
- Célia Pelluet, physicienne
- Alice de Rochechouart (d), philosophe
- Didier Super, humoriste et chanteur
- Marie Treibert, vulgarisatrice scientifique
- Seumboy Vrainom :€ (d), journaliste et vidéaste spécialiste de l'histoire coloniale
- Thomas VDB[20], humoriste
- Audrey Vernon, humoriste
- Laélia Véron[26], linguiste

### Invités

#### Saison 2024-2025
- 8 septembre : Johann Chapoutot, historien, spécialiste du nazisme
- 15 septembre : Ghislaine David, professeure des écoles et porte-parole du SNUipp-FSU
- 22 septembre : Aurélien Bellanger, écrivain
- 29 septembre : Julia Cagé, économiste
- 6 octobre : Claire Nouvian, militante écologiste, fondatrice de l'association BLOOM qui œuvre pour la protection des océans
- 13 octobre : Pierre Rigaux, naturaliste
- 20 octobre : Flore Judet, coordinatrice au sein de L'Auberge des Migrants
- 27 octobre : Christophe Cassou, climatologue, faisant partie des auteurs principaux du 6e rapport du GIEC
- 10 novembre : Albert Moukheiber, docteur en neurosciences
- 17 novembre : Élise Costa, journaliste et chroniqueuse judiciaire
- 24 novembre : Salomé Saqué, journaliste dans le média Blast
- 1er décembre : Olivia Gazalé, philosophe autrice du livre Le Paradoxe du rire
- 8 décembre : Nicolas Framont, sociologue, spécialiste des rapports de domination dans le monde du travail
- 15 décembre : Jean-François Corty, président de Médecins du monde
- 5 janvier : Djamil Le Shlag et Benjamin Tranié, humoristes
- 12 janvier : Clément Viktorovitch, politologue
- 19 janvier : Philippe Bihouix, spécialiste des ressources minérales et promoteur des low-tech
- 26 janvier : Vanessa Codaccioni (d), professeure d'université spécialiste de la justice pénale et de la répression
- 2 février : Suzette Delaloge, oncologue et spécialiste du cancer du sein
- 9 février : Fabrice Arfi, journaliste d'investigation chez Mediapart
- 16 février : Mathilde Larrère, historienne, spécialiste des mouvements révolutionnaires
- 2 mars : Inès Bernard, déléguée générale de l'association Anticor luttant contre la corruption
- 9 mars : Prune Missoffe (d), de l'Observatoire international des prisons - section française
- 16 mars : Maëva Musso, présidente de l'Association des jeunes psychiatres et des jeunes addictologues (AJPJA)
- 23 mars : Raphaël Garrigos (d) et Isabelle Roberts, fondateur et fondatrice du journal en ligne Les Jours
- 30 mars : Rachid Benzine, islamologue
- 6 avril : Fabrice Riceputi, historien spécialiste des questions coloniales et postcoloniales
- 13 avril : Faïza Guène, romancière
- 20 avril : Timothée Parrique, économiste spécialiste de la décroissance et de la postcroissance
- 4 mai : Giulia Foïs, journaliste spécialiste des violences sexistes et sexuelles et du droit des femmes
- 11 mai : Richard Monvoisin, docteur en didactique des sciences
- 18 mai : Alexis Rosenfeld, explorateur et photographe des fonds marins
- 25 mai : Laélia Véron, linguiste et stylisticienne
- 1er juin : Mame-Fatou Niang, Franco-Sénégalaise maitresse de conférence à l'Université Carnegie-Mellon aux États-Unis, spécialiste de la question noire, de l'antiracisme et de l'universalisme en France
- 8 juin : Nassira El Moaddem, journaliste, présentatrice de l'émission Arrêt sur images
- 15 juin : Serge Zaka, ingénieur agronome et docteur en agroclimatologie
- 22 juin : Virginie Grimaldi, romancière
- 29 juin : Edwy Plenel, journaliste cofondateur de Mediapart, et Rokhaya Diallo, journaliste, autrice, réalisatrice et chercheuse en résidence à Georgetown University (Washington)[24]